# Печерний лев (роман)
«Печерний лев» (фр. «Le Félin géant») — роман у жанрі доісторичної фантастики, написаний бельгійським та французьким письменником Ж.-А. Роні-старшим і вперше з'явився у Франції в 1918 році у формі мильної опери в журналі «Lecture pour tous». Вперше був надрукований в окремому виданні у 1920 році. Роман є продовженням роману «По вогонь».

## Стислий сюжет
Двоє молодих мисливців з племені «уламрів», Ун та Зур, подорожують за гори, щоб знайти та дослідити нові мисливські угіддя. Вони пробираються через вузький тунель у гірському хребті, який виник в печері після землетрусу і потрапляють на заповнену дичиною широку долину Великої річки, де зустрічаються великі хижаки: леви, тигри, ведмеді та махайроди. Місцевість була також багатою на травоїдних тварин: муфлонів, носорогів, антилоп, диких коней, онагрів, оленів, гаурів, сайгаків та багато інших. Ун не боявся великих хижаків; він поселяється із Зуром в печері, вхід в яку розташований на високому неприступному уступі.
На іншому кінці печери було розташоване лігво самотнього велетенського печерного лева, найгрізнішої тварини доісторичних часів. Непрохідна тріщина з'єднує дві частини печери. Спілкуванням через цю тріщину Зуру вдається заспокоїти та приручити гігантську тварину. Ун також укладає союз з левом, організувавши з ним спільне полювання. Ун та Зур згодом вирушають досліджувати інші території. У лісі вони зустрічають «людей-лемурів» або лісовиків, давню, вимираючу расу людей. Ун, захисник найслабших людей, співчуває цим істотам, яких переслідує інше плем'я, людоїди «вогневики». Ун допомагає «людям-лемурам» розбити окремий загін «вогневиків».
Через деякий час мандрівники зустрічають плем'я «жінок-вовчиць», які напередодні зазнали нападів «вогневиків», і вже давно не знали нічого про своїх чоловіків, які за їхньою традицією жили окремо. Жінки думають, що їхні чоловіки були знищені «вогневиками». Ун і Зур разом з жінками вирішили разом знайти придатний притулок для проживання. Їх всю дорогу переслідують «вогневики». Вони повертаються до своєї старої печери по сусідству з левом. За допомогою лева Ун, Зур і жінки розбивають і знищують нападників.
Ун просить вождя жінок — Ушр, віддати йому Джею за дружину. Ушр погоджується. Ун, Джея та Зур. покидають на деякий час плем'я «жінок-вовчиць» і повертаються до свого племені. Але «уламри», непривітно зустріли Джею і Уна, тому наша трійця вирішила повернутися назад на широку долину, до племені «жінок-вовчиць». Через деякий час Ун, Зур та Джея їх зустріли, і всі разом повернулися жити до печери по сусідству з левом, на березі Великої річки.

## Персонажі
- Ун — названий син Тура, з племені «уламрів», рідній син вождя Нао, героя попереднього роману «Битва за вогонь». Головний герой цього роману;
- Зур — названий сина Землі, чоловік з племені «безплічків», які називали себе племенем «ва», останній вцілілий представник народу, яких винищило плем'я «рудих карликів». Постійно подорожує з Уном;
- Ра — «людина-лемур» або лісовик і Вао його сестра;
- Челленці — плем'я «вогневиків» або диких людей;
- Ушр — жінка-вождь племені «жінок-вовчиць»;
- Джея — жінка з племені «жінок-вовчиць». Майбутня дружина Уна.

## Видання
- Видання видавництва «Плон», 1920.
- Перше видання українською мовою під назвою «На нові землі», 1928 (укр.).
- Видання книгарні «Гедальге», 1938.
- Французький книжковий клуб, 1949 р. [Обмежений тираж 3000 примірників].
- Видання видавництва «Гачетте», колекція «Зелена бібліотека», 1956, 1962.
- Видання видавництва «Мерабут», 1975.
- Видання видавництва «Талландіє», 1977.
- Видання видавництва «Молодь», 1979 (укр.).
- Видання видавництва «Роберта Лаффона», 1985.
- Видання видавництва «Школа», 2005, 2006 (укр.).

## Український переклад
Вперше роман був перекладений українською мовою Євгеном Касяненком у 1928 році під назвою «На нові землі». 1979 року роман був перевиданий і вийшов в збірці з романом «По вогонь» вже під назвою «Печерний лев».
Надалі перевидавався в 2005 і два рази 2006 роках. Роман разом з романом «По вогонь», ймовірно, є найвідомішими для українського читача творами Жозефа Роні-старшого.

## Комікси
Комікс в адаптації Мартіна Бертлемі (малюнки та сценарій) був опублікований у журналі коміксів «Journal de Mickey» у 1955 році.